# La calle de los pianistas
La calle de los pianistas és una pel·lícula documental argentina de 2015 escrita,dirigida i produïda per Mariano Nante. La pel·lícula és protagonitzada per Natasha Binder, Lyl Tiempo, Martha Argerich, Karin Lechner, Alan Kwiek i Sergio Tiempo; cadascun d'ells interpretant-se a si mateixos. La película hizo su aparición en cartelera el 11 de junio del mismo año. El film va rebre nombrosos reconeixements, entre ells el Premi Sur i el Premi Cóndor de Plata, tots dos com a Millor Documental de l'Any. Així mateix, va rebre guardons al Festival de Màlaga, Festival de Tandil, FIDBA, entre d'altres.

## Sinopsi
En un petit carrer de Brussel·les hi ha una inusual concentració de pianistes: d'un costat, la casa de Martha Argerich; de l'altre, la dels Tiempo-Lechner, quatre generacions de prodigis pianístics. Amb tot just catorze anys, Natasha Binder és l'hereva d'una dinastia, la seva última gran promesa. En els diaris de la seva mare –qui també va ser una nena prodigi–, en els vídeos familiars, en els pianistes de la casa del costat, Natasha busca respostes a una pregunta essencial: què és, en definitiva, ser pianista?.

## Premis i nominacions

### Premis Sur
La desena edició dels Premis Sur es va dur a terme el 24 de novembre de 2015.
| Any  | Categoria                    | Nominat       | Resultat  |
| ---- | ---------------------------- | ------------- | --------- |
| 2015 | Millor opera prima           | Mariano Nante | Nominat   |
| 2015 | Millor pel·lícula documental | Mariano Nante | Guanyador |

### Premis Cóndor de Plata
La 64a edició dels Premis Cóndor de Plata es va dur a terme el juny de 2016.
| Any  | Categoria         | Nominat       | Resultat  |
| ---- | ----------------- | ------------- | --------- |
| 2016 | Millor documental | Mariano Nante | Guanyador |

### Festival de Màlaga
La pel·lícula va rebre l'Esment al Millor Director i el Premi del Públic

### FIDBA
El carrer dels pianistes va rebre el premi al Millor Documental de la Competència Argentina

### Festival de Tandil
La pel·lícula va rebre els premis al Millor Director i la Millor Fotografia.